# 九龍巴士275S線
九龍巴士275S線是香港新界一條已取消的巴士路線，來往大埔墟鐵路站及香港教育學院。

## 歷史
- 2003年6月4日：投入服務，由275假日班次分拆出來，並繞經大埔太和路及完善路（大埔海濱公園）。
- 2011年12月19日：路線停止服務，由74K線提升至每天全日服務及繞經香港教育學院取代[2]。

## 收費
- 全程收費：$4.70

## 班次

### 大埔墟鐵路站開
- 0700-2400：20分鐘一班

### 香港教育學院開
- 0635-2335：20分鐘一班
- 2315-2330：15分鐘一班

## 途經街道

### 大埔墟鐵路站開
- 雅運路，南運路，安埔路，大埔中心巴士總站，安埔路，南運路，大埔太和路，完善路，汀角路，露輝路及露屏路。

### 香港教育學院開
- 露屏路，露輝路，汀角路，完善路，大埔太和路，南運路，安埔路，大埔中心巴士總站，安埔路，南運路及雅運路。

## 用車
本線主要以行走275線的車輛行走。

## 第一代275S線
- 2002年6月1日至7月30日期間，因2002年大埔旅遊節推廣大埔海濱公園，開辦過第一代275S，來往大埔火車站及大埔海濱公園。

## 外部連結
- 九龍巴士275S線官方網站路線資料